# Edita Hirschová
Edita Hirschová, zvaná Tita (6. května 1908 nebo 5. června 1909 Praha – 1. února 1943 Osvětim) byla česká malířka, kreslířka a ilustrátorka, oběť holocaustu.

## Životopis

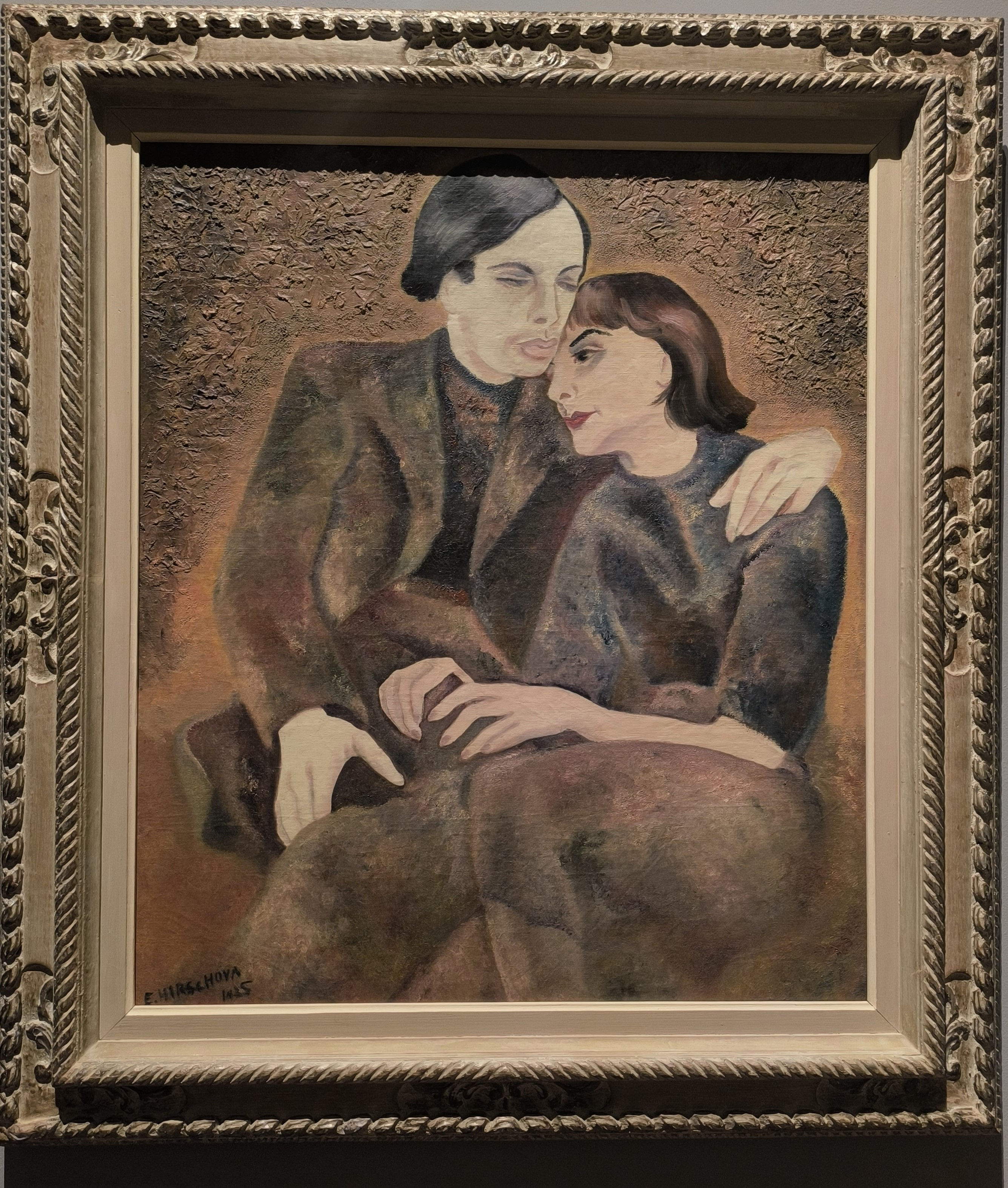
Edita Hirschová, Pár, olejomalba na plátně, 1937

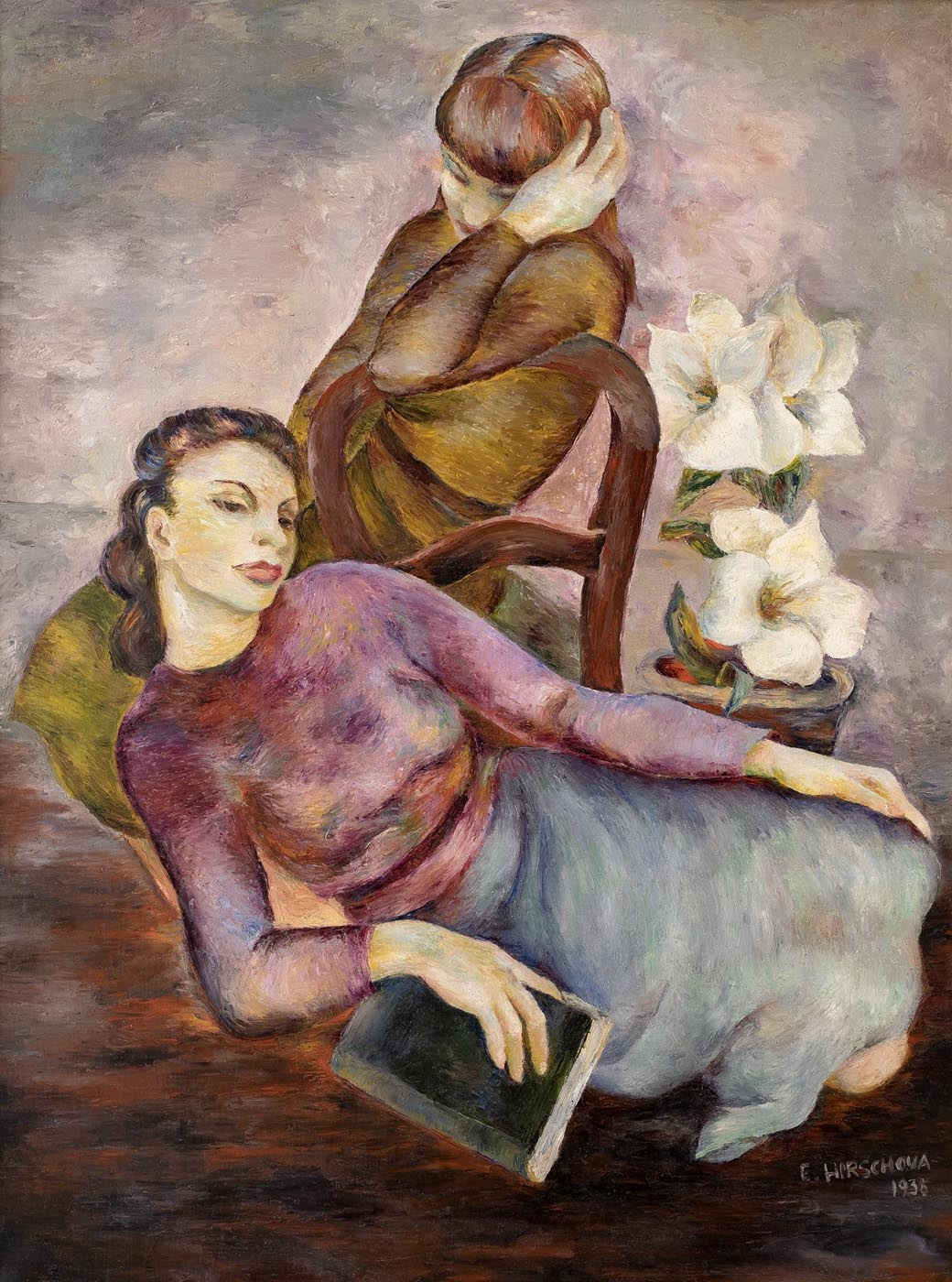
Dvě ženy s amarylis, 1938

Edita se narodila do pražské židovské rodiny obchodníka Karla Hirsche a jeho ženy Elsy, rozené Brummelové. Jezdila do Plzně za bratranci Janem a Leo Brummelovými, klienty a přáteli architekta Adolfa Loose.  Dům, který pro ně Loos postavil, slouží nyní jako stálá expozice děl Edity Hirschové. 
Edita neměla profesionální výtvarné vzdělání, vystudovala gymnázium a byla výtvarným samoukem. V Praze na Národní třídě si otevřela obchod pod názvem Malířství vlastních originálů k účelům reklamním a živila se především jako módním návrhářka a kreslířka do módních časopisů, přispívala také kreslenými vtipy do pražských německojazyčných časopisů. Jako výrazný talent se prosadila také v zahraničí, jak v malbě, tak v ilustracích. V roce 1934 při prvním pobytu v Paříži nastartovala svou slibnou mezinárodní kariéru v okruhu pařížské bohémy. Měla ateliér na Montparnassu v ulici Campagne-Premiere. Zapojila se do tvůrčí činnosti v surrealistické skupině La Main a plume.  Ilustrovala v časopisech této skupiny Transfusion du Verbe a La conquete du monde par l'image. V roce 1936 měla samostatnou výstavu v pařížské galerii Billiet. Malovala obyvatele Montparnassu, české rezidenty a emigranty v Paříži, návštěvníky kaváren a nočních podniků. V roce 1937 za pobytu v Londýně kreslila mimo jiné pro noviny příběhy pejska Winkleho.
V letech 1939–1942 opět pobývala v Paříži v Espace Eiffel Branlym mezi surrealisty. Během protižidovské razie nacistů v noci z 16. a 17. června 1942 byla odvlečena společně se stovkami židovských žen do tábora na okraji Paříže. Byla odvezena přes Terezín pod pořadovým číslem 80 transportem číslo 32 do koncentračního tábora Osvětim, kde byla zavražděna 1. února 1943.
Většinu jejích obrazů policie zničila. Některé se v posledních letech objevily v soukromých sbírkách anebo v aukcích.

## Dílo (příklady)
- Portrét Marie Janotové (první manželky novináře Ferdinanda Peroutky) 1935, olej na plátně
- Pár milenců, 1937, olej na plátně
- Dvě ženy a amarylis olej na plátně, 1938 (85. aukce Galerie Kodl, Praha 8.5.2021)